# Stade saint-gaudinois
Ne doit pas être confondu avec le Stade saint-gaudinois luchonnais XV, club créé en 2013 et disparu en 2021.
Ne doit pas être confondu avec le Stade saint-gaudinois luchonnais boulonnais XV, club créé en 2021.
Maillots
Le Stade saint-gaudinois est un club de rugby à XV français fondé en 1898 et situé à Saint-Gaudens dans le département de la Haute-Garonne.

## Histoire

### Les débuts du club
Le club naît en 1898.

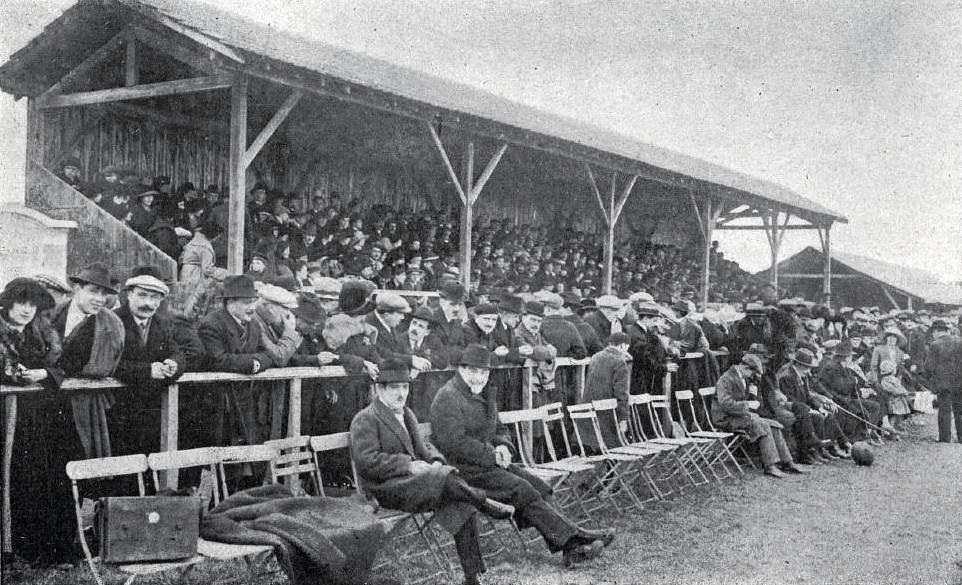
Public du Stade saint-gaudinois en 1921.

Qualifié via son championnat régional, Saint-Gaudens bat le CA Bordeaux au tour préliminaire et fait ainsi partie des 30 clubs de première division lors de la saison 1922.

### Retour au plus haut niveau dans les années 1980
Renforcé notamment par le troisième ligne André Gorgues qui portera dix saisons les couleurs du club avant de devenir entraîneur, Saint-Gaudens remonte en première division groupe B dans les années 1980.
Premier de sa poule, puis successivement vainqueur de Castelnaudary en huitième, puis de l'US Cognac en quart de finale du championnat de France groupe B en 1986, le Stade saint-gaudinois accède au groupe A2.
Saint-Gaudens termine alors 9e de son groupe et est relégué en groupe B.
Cependant, la formule de championnat change et l'élite est porté de 20 à 80 clubs.
Le Championnat 1987-1988 est en effet groupé initialement en seize poules de cinq. Les deux premiers de chaque poule (soit 32 clubs) forment alors le groupe A et se disputent le Bouclier de Brennus. Les autres forment alors le groupe B et après une première phase de brassage, le club 4e de son groupe est relégué en championnat de France groupe B.
Il réussit alors à se qualifier, 3e de sa poule de 8 avant d'être éliminé par Rumilly, futur champion de France en barrage.
La même formule est choisie en 1988-1989 et Saint-Gaudens, renforcé par le troisième ligne de Colomiers Éric Béchu reste en groupe B où il termine ensuite 5e de sa poule de 8.
En 1989-1990, il est encore reversé en groupe B et termine 4e de sa poule de 8, manquant de peu la qualification.
Enfin, pour sa quatrième saison consécutive en groupe B en 1990-1991, il se maintient difficilement alors qu'il aurait pu se qualifier sans la suspension de quatre de ses joueurs qui vaut au club 2 points de pénalité.
À partir de la saison 1992, les groupes A et B sont séparés et Saint-Gaudens doit se contenter du second groupe mais il se qualifie pour les phases finales.
En 1993, Saint-Gaudens atteint les quarts de finale du championnat de France groupe B et dispute un barrage pour rejoindre le groupe A.
Il est alors battu par le CS Bourgoin-Jallieu de l'international Marc Cecillon 40-8 à Montpellier.
L'année suivante est plus difficile pour le club qui échoue à se qualifier.
André Gorgues met alors fin à sa carrière de joueur à 40 ans et après 12 saisons au service de l'équipe première.
Il deviendra l'entraîneur du club la saison suivante.
Saint-Gaudens descend ensuite en deuxième division en 1996.

### 2013: disparition du club par fusion
À l'intersaison 2013, le Stade saint-gaudinois fusionne avec le Racing Club luchonnais, donnant naissance au Stade saint-gaudinois luchonnais XV ; la fusion est enregistrée auprès de la Fédération française de rugby en octobre 2013,,. Huit ans plus tard, ce dernier club fait également l'objet d'une fusion, cette fois avec l'Union sportive boulonnaise, conclue par la création du Stade saint-gaudinois luchonnais boulonnais XV,,.

## Palmarès
- Championnat de France Honneur :
  - Champion (1) : 1958
- Championnat de France de Promotion d'Honneur :
  - Champion (1) : 1955
- Championnat de France de 3e série :
  - Champion (1) : 1912

‌

## Personnalités

### Joueurs emblématiques
- Roger Viel
- Michel Montsarrat
- Jean-Marc Martinez
- Bernard Momméjat
- André Gorgues
- Éric Béchu
- Jean-Baptiste Rué

### Liste des entraîneurs
- Michel Mardegan
- André Gorgues
- Michel Antichan
- Alex Martinez

### Présidents successifs
- Émile Conques
- Robert Feuillerat
- Maurice Guchens